# USS Omaha (CL-4)
USS Omaha (CL-4) là một tàu tuần dương hạng nhẹ của Hải quân Hoa Kỳ, là chiếc dẫn đầu của lớp tàu tuần dương mang tên nó bao gồm mười chiếc được chế tạo ngay sau Chiến tranh Thế giới thứ nhất. Nó là chiếc tàu chiến thứ hai của Hải quân Mỹ được đặt cái tên này, theo tên thành phố Omaha, Nebraska. Con tàu đã tiếp tục phục vụ trong Chiến tranh Thế giới thứ hai, cho dù chỉ trong những vai trò phụ do đã lạc hậu, trước khi ngừng hoạt động vào năm 1945 và tháo dỡ vào năm 1946. Omaha được tặng thưởng một Ngôi sao Chiến trận do thành tích phục vụ trong Thế Chiến II.

## Thiết kế và chế tạo
Omaha được đặt lườn vào ngày 6 tháng 12 năm 1918 bởi hãng Todd SB & DD Co. tại Tacoma, Washington. Con tàu được hạ thủy vào ngày 14 tháng 12 năm 1920, được đỡ đầu bởi cô Louise Bushnell White, và được cho nhập biên chế vào ngày 24 tháng 2 năm 1923 dưới quyền chỉ huy của hạm trưởng, Đại tá Hải quân David C. Hanrahan.

## Lịch sử hoạt động

### Giữa hai cuộc thế chiến chiến
Sau khi được đưa vào phục vụ, Omaha được điều về Hạm đội Đại Tây Dương để hoạt động trong thời bình. Vào lúc này, nhiệm vụ chính của nó là huấn luyện, và đã chứng tỏ khả năng lớn khi liên tiếp giành được giải thưởng của hạm đội về tác xạ và liên lạc. Nó cũng ghé thăm nhiều cảng biển tại Địa Trung Hải và khu vực Caribbe trong những chuyến đi vào thời bình.

### Chiến tranh Thế giới thứ hai

#### Chiếm giữOdenwald

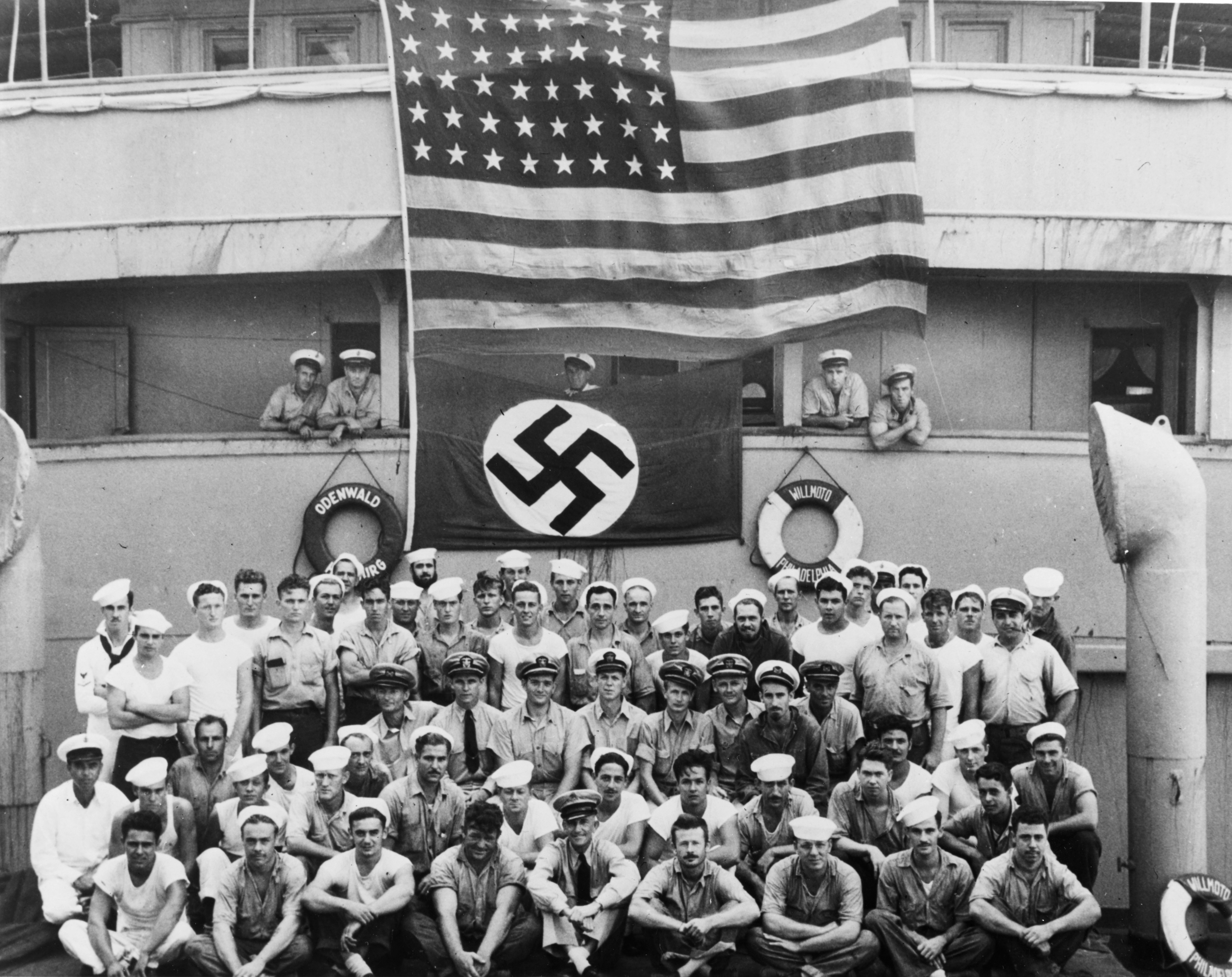
Thủy thủ của Omaha chụp ảnh trên sàn tàu chiếc Odenwald

Ngay trước khi Hoa Kỳ chính thức tham gia Chiến tranh Thế giới thứ hai, vào ngày 6 tháng 11 năm 1941, trong khi đang tuần tra trung lập cùng với tàu khu trục Somers tại khu vực giữa Đại Tây Dương gần Equator, Omaha trông thấy một tàu hàng mà hành động xem ra rất đáng nghi ngờ. Từ chối nêu chính xác nhận dạng, và thực hiện các hành động lẩn tránh, kẻ lạ mặt được lệnh phải dừng lại. Nó treo một lá cờ Hoa Kỳ và mang tên Willmoto thuộc cảng Philadelphia, Pennsylvania phía đuôi tàu.
Khi Omaha cho tách ra một đội thủy binh chuyển sang điều tra chiếc tàu chở hàng, thủy thủ của nó bắt đầu chuyển sang các xuồng cứu sinh và treo cờ tín hiệu hiệu cho biết nó đang chìm. Khi xuồng của nhóm thủy binh cặp bên mạn tàu, họ có thể nghe những tiếng nổ bên trong lườn tàu, trong khi một thủy thủ đang rời tàu hét lên "Đây là một con tàu Đức và nó đang chìm!" Theo mệnh lệnh được đưa ra, người của Omaha, bất chấp nguy cơ rất lớn, đã cứu con tàu, giúp cho nó an toàn và đưa nó đến Puerto Rico. Chiếc "tàu hàng", vỡ lẽ ra, là tàu cướp tàu buôn Odenwald của Đức Quốc xã.
Odenwald được đưa đến Puerto Rico. Một tòa án hải quân phán quyết, do con tàu đã khai báo đăng ký tại Hoa Kỳ một cách bất hợp pháp, có đủ cơ sở để tịch thu nó. Một vụ kiện khác được đưa ra cho rằng thủy thủ đoàn của hai chiếc tàu Mỹ có quyền sở hữu trên con tàu được cứu vớt bởi vì thủy thủ đoàn của Odenwald đã tìm cách đánh đắm con tàu, xem như đã từ bỏ nó. Chỉ được xét xử sau chiến tranh vào năm 1947, mỗi người trong số các thành viên đã đổ bộ và giải cứu con tàu được thưởng 3.000 Đô la Mỹ, trong khi các thủy thủ khác của Omaha và Somers được hai tháng lương và phụ cấp. Đây là khoản tiền thưởng cuối cùng được trao của Hải quân Mỹ.

#### Các hoạt động sau đó
Sau khi Hoa Kỳ chính thức tham chiến, Omaha tiếp tục các cuộc tuần tra tại Nam Đại Tây Dương ngăn chặn các tàu bè Đức tìm cách vượt sự phong tỏa. Trong khi tuần tra ngoài khơi một căn cứ tại Brasil vào ngày 4 tháng 1 năm 1944 cùng với tàu khu trục Jouett, nó phát hiện một con tàu mà ngay lập tức có dấu hiệu đang bị đánh đắm. Thủy thủ của nó chuyển sang các xuồng cứu sinh, và đuôi con tàu bắt đầu chìm. Ngày hôm sau, một con tàu khác bị phát hiện và thủy thủ đốt tàu. Omaha khai hỏa và con tàu biến mất dưới sóng biển. Cả hai con tàu đều đang chở những lô hàng cao su mà Đức đang rất cần đến.
Vào tháng 7 năm 1944, Omaha đi đến Naples chuẩn bị cho các cuộc đổ bộ lên miền Nam nước Pháp. Vào ngày 19 tháng 8, nó bảo vệ bên sườn cho các đơn vị bắn phá Toulon, rồi ba ngày sau tham gia vào ciến dịch vốn đã đưa đến việc đầu hàng của quân Đức đồn trú tại đảo Porquerolles. Omaha đã có mặt trong việc đầu hàng tại Gien vào ngày 23 tháng 8, và đến ngày 25 tháng 8, nó duy trì việc bắn phá các mục tiêu tại khu vực Toulon. Không lâu sau đó, nó được tách ra khỏi chiến dịch quay trở lại vai trò tuần tra. Vào lúc chấm dứt xung đột vào ngày 15 tháng 8 năm 1945, nó đang làm nhiệm vụ tuần tra tại Nam Đại Tây Dương.
Omaha lên đường đi Philadelphia sau khi được rút khỏi nhiệm vụ tuần tra, đến nơi vào ngày 1 tháng 9 năm 1945. Đến ngày 17 tháng 10, nó được chuẩn bị ngừng hoạt động, và được cho xuất biên chế vào ngày 1 tháng 11. Omaha được rút tên khỏi danh sách Đăng bạ Hải quân vào ngày 28 tháng 11, và được tháo dỡ vào tháng 2 năm 1946 tại Xưởng hải quân Philadelphia.

## Phần thưởng
Omaha được tặng thưởng một Ngôi sao Chiến trận do thành tích phục vụ trong Thế Chiến II.
| Bronze star |             |
|             | Bronze star |

| Dãi băng Hoạt động Tác chiến  | Dãi băng Hoạt động Tác chiến                                                 | Huân chương Phục vụ Phòng vệ Hoa Kỳ với 1 Ngôi sao Chiến trận                | Huân chương Phục vụ Phòng vệ Hoa Kỳ với 1 Ngôi sao Chiến trận |
| Huân chương Chiến dịch Hoa Kỳ | Huân chương Chiến dịch Châu Âu-Châu Phi-Trung Đông với 1 Ngôi sao Chiến trận | Huân chương Chiến dịch Châu Âu-Châu Phi-Trung Đông với 1 Ngôi sao Chiến trận | Huân chương Chiến thắng Thế Chiến II                          |